# Peckhamia prescotti
Peckhamia prescotti là một loài nhện trong họ Salticidae.
Loài này thuộc chi Peckhamia. Peckhamia prescotti được Arthur Merton Chickering miêu tả năm 1946.